# Сороковой комитет правительства США
Сороковой комитет (Forty Committee) — преемник Комитета 303, созданного для планирования и утверждения тайных операций ЦРУ на правительственном уровне в соответствии с директивами и меморандумами Совета национальной безопасности США. Сороковой комитет был обозначен в соответствии с директивой Совета национальной безопасности № 40 (NSDM 40) от 17 февраля 1970 года, утверждённой президентом Ричардом Никсоном. Его возглавлял Генри Киссинджер. Комитет отметился координацией тайной программы ЦРУ по подготовке государственного переворота в Чили в сентябре 1973 года и свержения президента Сальвадора Альенде.

## История
В ситуации начавшейся «холодной войны» власти США для противостояния СССР решили использовать, в том числе, такой инструмент, как тайные операции, включающие поддержку таких антикоммунистических организаций и движений как ОУН (б) в Западной Украине (см. статью Операция «Аэродинамик»), Wolność i Niezawisłość в Польше, Горянское движение в Болгарии.

### Директива 10/2
Директива Совета национальной безопасности США 4-А (декабрь 1947 года) возложила ответственность за ведение психологической войны против потенциальных противников на директора Центрального разведывательного управления. Было установлено, что скрытые действия являются исключительно функцией исполнительной власти. Поручение этой работы ЦРУ было продиктовано тем, что оно контролировало внебюджетные средства, благодаря которым операции могли финансироваться с минимальным риском разоблачения. 18 июня 1948 года взамен Директивы 4-A была принята Директива 10/2.
Она предусматривала, «что в интересах сохранения мира и национальной безопасности Соединенных Штатов открытая международная деятельность правительства Соединенных Штатов должна быть дополнена тайными операциями», а не просто проведением «психологической войны».

### Директива NSC 5412/2
Механизм надзора за осуществлением тайных операций ЦРУ был установлен директивой Совета национальной безопасности NSC 5412/2, которая была одобрена президентом Эйзенхауэром 28 декабря 1955 года и оставалась в силе в течение 15 лет. В пункте 7 этого документа говорится: 
Если президент не укажет иное, назначенные представители государственного секретаря и министра обороны в ранге помощника секретаря или выше, а также представитель президента, назначенный для этой цели, будут в дальнейшем заранее извещаться о крупных секретных программах. инициированных ЦРУ в соответствии с этой политикой или иным образом, и это должно быть обычным каналом для утверждения политики для таких программ, а также для обеспечения координации их поддержки между Государственным департаментом и Министерством обороны и ЦРУ.
Образовавшийся надзорный орган стал известен как Комитет 5412 или, с 1957 года, Особая группа (называвшиеся Special Group 5412, 5412 Group and Special NSC 5412/2 Group). С этого момента в процесс надзора был включен «назначенный представитель» президента; у Эйзенхауэра для этого была заведена должность советника по национальной безопасности (эвфемизм человека из ЦРУ в Белом доме). Помимо него, в группу/комитет входили  представители государственного секретаря и министра обороны, директор ЦРУ. В 1957 году Эйзенхауэр сделал членом комитета командующего Объединенного комитета начальников штабов.
В январе 1956 года был сформирован Совет по разведке при президенте (President’s Intelligence Advisory Board, PBCFIA), которому был поручен надзор за тайными операциями. Совет оспорил «очень неформальные» процедуры Особой группы. Было разработана новая версия директивы NSC 5412/2, одобренная Эйзенхауэром 26 марта 1957 года. В ней было закреплено требование к ЦРУ распространять «документы с предложениями» до их утверждения. Совет продолжал настаивать на повышении роли Особой группы, чтобы не дать ЦРУ своевольничать. Сам Эйзенхауэр считал, что надлежащее функционирование Особой группы имеет решающее значение для отражения инициатив по конструктивному надзору Конгресса за тайными операциями. 26 декабря 1958 года Эйзенхауэр попросил Особую группу проводить еженедельные встречи, в результате чего «критерии представления проектов Группе на практике были значительно расширены».

### Директива NSDM 40
Отменив NSC 5412/2 и заменив её NSDM 40, Никсон по предложению Киссинджера поменял и название надзорного органа на Сороковой комитет, по номеру директивного меморандума. Как и раньше, мотивом для изменения названия стало публичное разоблачение. Советник по национальной безопасности Генри Киссинджер объяснил Никсону: «Ввиду недавнего упоминания Комитета 303 в средствах массовой информации, директива изменяет название комитета, чтобы оно совпадало с номером, присвоенным самой директиве NSDM, который равен 40».
Никсон также включил в комитет генерального прокурора Джона Н. Митчелла и потребовал ежегодно проверять секретные программы.
Никсон и Киссинджер, которому было поручено контролировать все секретные операции от имени Никсона, держали Сороковой комитет в стороне от почти всех важных решений, и он постепенно перестал собираться. В 1972 году он встречался только один раз. При этом Киссинджер после назначения госсекретарём продолжал работать в Сороковом комитете, хотя его функции как главы Госдепартамента вошли с противоречие с функциями советника президента США по национальной безопасности.

## Разоблачение
Когда в сентябре 1974 года стало известно, что Центральное разведывательное управление потратило 8 миллионов долларов на «дестабилизацию» правительства Чили при Сальвадоре Альенде, президент Форд подтвердил на пресс-конференции, что Соединенные Штаты действительно предпринимают «определенные действия в области разведки», и добавил: «Сороковой комитет… рассматривает каждую тайную операцию, проводимую нашим правительством».
Это была необычная публичная ссылка главы исполнительной власти на один из наименее известных, самых теневых и потенциально самых влиятельных комитетов правительства. По крайней мере теоретически, Сороковой комитет должен был заранее одобрить ЦРУ. что оно может вторгнуться на Кубу, свергнуть правительство Гватемалы или отправить самолет B-26 для бомбардировки Индонезии.
На слушаниях в Сенате в 1973 году сенатор Стюарт Саймингтон спросил директора ЦРУ У. Колби, занимается ли Сороковой комитет разведывательными данными, «направленными на граждан США», на что тот ответил отрицательно: «Нет, функция комитета — внешняя разведка». Деятельность комитета настолько засекречена, что в своих показаниях г-н Колби не хотел даже называть председателя, который, как выяснилось, был известным общественным деятелем — это Генри Киссинджер.
Руководитель специальных операций при президенте Джоне Кеннеди Лерой Флетчер Праути отмечал: «С середины 1950-х Особая группа или Сороковой комитет стали властью сами по себе. Государственный департамент имел тысячи профессионалов, отвечавших за международную политику США, а Сороковой комитет — пять. Они утверждали вопросы, которые имели больше влияния на мировые события, чем Госдепартамент. Они делали это тайно, без тщательного анализа, без достаточного опыта и так, что часто никто, кроме очень ограниченного круга доверенных лиц, не знал об этом. Технически ЦРУ не подчинялось этой власти, и по закону не должно было. ЦРУ не делегировало комитету такой власти и не должно было позволять ему руководить собой по букве закона. Для этого новые законы не требовались, нужно было точно и настойчиво соблюдать существующие. По сути ЦРУ должно было заниматься разведкой и более ничем».